# トリコロール/赤の愛
『トリコロール/赤の愛』 (Trois Couleurs: Rouge) は、1994年製作のフランス＝スイス＝ポーランド合作の映画。クシシュトフ・キェシロフスキ監督による「トリコロール」三部作の3作目。
批評家・観客の双方から極めて高い評価を受けており、映画史上最も称賛された作品の一つに数えられる。多くの映画賞で受賞・ノミネートを果たしたほか、様々な国際的な映画ランキングでも上位に位置づけられている。2025年現在、「Metascore100点満点中100点とRotten Tomatoes支持率100％ 」の双方を達成している3つの映画作品の1つである。また、スティーヴン・ジェイ・シュナイダーの『死ぬまでに観たい映画1001本』にも掲載されている。

## 概要
1994年5月の第47回カンヌ国際映画祭のコンペティション部門にて上映された後、ポーランドでは同年5月27日に、フランスでは9月14日に公開された。日本では同年11月12日からBunkamua ル・シネマにて公開された。
また、第67回アカデミー賞では、監督賞・脚本賞・撮影賞の3部門にノミネートされた。第52回ゴールデングローブ賞では外国語映画賞にノミネートされた。
「トリコロール」三部作は、それぞれの作品が「自由（青）・平等（白）・博愛（赤）」を象徴しており、最終作となる本作は、全てを包む「博愛」がテーマとなっている。
前2作がヴェネツィア国際映画祭・ベルリン国際映画祭で受賞したため、今作も含めて三大映画祭での受賞が期待されたが、カンヌ国際映画祭では無冠に終わった。

## ストーリー
スイス・ジュネーブを舞台に、若い女性と、孤独な老判事との奇妙な交流を描いた心理ドラマである。
物語はジュネーブ大学に通う大学生ヴァランティーヌ・デュソー（イレーヌ・ジャコブ）が、ポーランドへの旅行中に盗難にあったと主張する恋人（現在はイギリスに滞在中）と電話で会話しているシーンから始まる。ヴァランティーヌの近所には法学部の学生オーギュストが住んでおり、彼もまた頻繁に恋人に電話をかけている。ヴァランティーヌは副業でチューインガムの広告モデルとをしており、赤い背景の前で哀しげな表情を浮かべる写真が撮られる。
ある日、バレエのレッスンやファッションショーを終えたヴァランティーヌは、帰り道に偶然、犬（リタ）を轢いてしまう。首輪から飼い主の住所をたどり、元判事ジョゼフ・ケルンの家を訪れるが、彼は犬に無関心で、まるで人間関係に興味を失ったかのような冷淡な態度を見せる。ヴァランティーヌは犬を動物病院に連れて行き、妊娠中であることを知る。犬を引き取ったヴァランティーヌは、写真館でガムの広告に使う写真として「哀しげな表情」のものを選び、言い寄ってきたカメラマンの好意を断る。
ヴァランティーヌはゲームセンターでスロットマシンに挑戦し、小金を稼ぐ。その後、自宅に差出人不明の現金入り封筒が届き、散歩中に犬が逃げ出す。追っていくとケルンの家にたどり着き、彼が現金を送ったことが判明する。ケルンは隣人たちの電話を盗聴しており、そのことをヴァランティーヌに明かす。彼は、オーギュストとその恋人カリンの会話も録音していた。ヴァランティーヌはその行為にショックを受け、道徳的な怒りを感じるが、同時にケルンの内面にある孤独や後悔にも気づき始める。やがて二人の間に、年齢や境遇を超えた静かな心の交流が芽生えていく。
一方オーギュストは、偶然に翻弄されながらも、恋人カリンとの関係や司法試験を巡る自身の将来に悩んでいた。カリンは天気予報の音声サービスで働いており、ふたりの関係は微妙にすれ違っていた。オーギュストは、ケルンの過去と重なるような人生を歩み始め、彼の若き日の姿を鏡のように映し出す存在となっていく。
ヴァランティーヌは写真撮影でボウリング場を訪れた後、自宅に戻ると、誰かがチューインガムでドアを塞いでいた。ケルンはヴァランティーヌとの会話をきっかけに悔い改め、隣人たちに自分が盗聴していたことを手紙で告白する。オーギュストは、偶然の流れで司法試験に合格する。ケルンは、自らの盗聴を告白する手紙を書き、裁判にかけられる。
ケルンの告白を知ったヴァランティーヌは彼の自宅を再訪し、犬のリタが出産したことを伝える。ヴァランティーヌは、ケルンが盗聴した会話を正直に他人に伝えることで、かえって周囲に騒動を起こしてしまう事実に戸惑う。だが、ケルン自身もまた、過去に犯した誤審による罪を悔い、法の名の下に人を不幸にしてきたことに深く傷ついていることが明かされる。ヴァランティーヌはやがて、ケルンがただの監視者ではなく、人間の運命を見つめ、贖罪を模索している存在であることを理解するようになる。
彼女は、近くイギリスの兄マルクのもとへ渡航する予定だと語る。ケルンはその旅にフェリーを勧め、自身の過去の罪、誤審によって水兵を有罪にした過去を語る。
一方、カリンの浮気現場を目撃したオーギュストはショックを受け、怒りを自分の犬にぶつけ、街灯に繋いで放置してしまう。ケルンは車で移動中、チューインガム広告の巨大な看板でヴァランティーヌの写真を見る。ファッションショーの会場で再会したヴァランティーヌに、彼女が50歳になったときの幸せな夢を何度も見ることを告げ、オーギュストとの人生の奇妙な一致についても語る。その後、ヴァランティーヌはフェリーに乗って旅立つ。ヴァランティーヌとオーギュストは何度もすれ違いながらも、直接出会わないままふたりの運命は交差し、物語は終焉へと向かう。
嵐が近づく中、ヴァランティーヌの広告は撤去される。ケルンは、イギリス海峡でヴァランティーヌの乗ったフェリーが沈没事故を起こしたことをニュースを知る。奇跡的に生存したのは7人で、『青の愛』のジュリーとオリヴィエ、バーテンダー、『白の愛』のカロルとドミニク、そしてオーギュストとヴァランティーヌだった。赤い背景に浮かぶヴァランティーヌの広告写真と重なるラストショットは、偶然と必然、他者とのつながり、そして「博愛」の象徴として、観る者に深い余韻を残す。

## キャスト
ヴァランティーヌ・デュソー（Valentine Dussaut）
演：イレーヌ・ジャコブ
ジュネーヴ大学に通うスイス人学生で、生活のためにガムの広告モデルもしている。普段は落ち着いた表情をしているが、撮影ではカメラマンの要求に応えつつもどこか寂しげな表情を浮かべる。イギリスに住む恋人とは遠距離で連絡を取り合いバレエの練習やファッションショーにも参加し、多忙な学生生活を送っている。ある日、車で犬のリタを誤って轢いてしまい、その犬の首輪にあった住所を頼りに飼い主のケルンの家を訪れる。犬を連れて動物病院に行き、子犬ができることを知ってからは犬の世話を続ける。ケルンの部屋に偶然入り、彼が近隣住民の盗聴をしていることを知るが、彼の行動に驚きながらも理解を示す。
ジョゼフ・ケルン（Joseph Ken）
演：ジャン＝ルイ・トランティニャン
引退した元判事で、一人暮らしを送る高齢男性。物静かで冷静だが、どこか孤独で皮肉屋な一面を持つ。退職後、無断で盗聴器を設置し、近隣住民の電話を密かに録音している。かつて誤審した判決に強い罪悪感を抱えており、そのことが彼の冷めた態度や他人への不信感につながっている。盗聴を通して知った若者オーギュストやヴァランティーヌの話を聞き、彼らの人生に関心を持つようになる。ヴァランティーヌに盗聴を打ち明けた後、彼女の純粋な反応に心を動かされる。誤審した被告人の話や夢の話をヴァランティーヌに語り、かつての過ちを告白する。
オーギュスト・ブリュニエ（Auguste Bunièe）
演：ジャン＝ピエール・ロリト
法学部に通う学生で、ヴァランティーヌの近隣に住む。真面目で一生懸命な性格だが、恋愛関係ではもろく脆い一面を持つ。恋人カリンに対して深い愛情を持つものの、彼女が浮気していることを知らずにいる。カリンへの電話を盗聴されていることを知らないまま、彼女の裏切りを知ることで心が傷つき、失望のあまり自分の犬を通りで繋ぎっぱなしにするなど感情が荒れる。試験には偶然の幸運が重なって合格し、人生に不思議な巡り合わせの要素が見える。
カリン（Kain）
演：フレデリック・フェダー
オーギュストの恋人であり、電話での天気予報サービスを自ら運営している。仕事に熱心でしっかり者だが、私生活ではオーギュストに隠れて別の男性と関係を持つなど複雑な女性。電話越しの会話や盗聴でその裏の顔が明らかになり、オーギュストの人生に大きな波紋を呼ぶ。
リタ（Rita）
ケルン判事の飼い犬だが、交通事故でヴァランティーヌに拾われる。物語を動かすきっかけとなる存在で、ヴァランティーヌとケルンのつながりを象徴する。
ガム広告のカメラマン
演： サミュエル・ル・ビアン
ヴァランティーヌの広告撮影を担当し、彼女に対して好意を持つ男性。撮影時にヴァランティーヌの表情や態度に接し、仕事以上の感情を抱くが、彼女からははっきりと拒絶される。
ヴァランティーヌの恋人
物語の舞台外で存在が示唆されるキャラクター。ポーランド滞在中に盗難被害に遭ったと語り、現在はイギリスにいる。ヴァランティーヌとの電話でのやり取りから、二人の関係にぎこちなさや距離感が伝わる。

## 製作

### 企画と脚本
『トリコロール』三部作の構想は、かつてテレビシリーズ『デカローグ』を共に手がけたクシシュトフ・ピエシェヴィチの発案によるものであった。この三部作では、フランス革命のスローガン「自由・平等・博愛」に象徴される理念がそれぞれの作品の中心テーマとして扱われる。キェシロフスキは自伝の中で次のように語っている：
このアイデアはピェシェヴィチのものでした。『デカローグ』を撮ったなら、今度は“自由・平等・博愛”に取り組もう、と。映画を通して、十戒を現代の文脈で捉え直すように、これらの言葉が現代の人間にとって何を意味するのかを探りたかった。哲学的でも政治的でもなく、個人的で親密な意味で。それらの理念は、西洋社会ではすでに政治的・社会的には実現されているかもしれないが、個人のレベルではどうか？　その問いに応えるためにこの三部作を作ることにしたのです」
本三部作の最終章である『トリコロール／赤の愛』の主題は「博愛」である。
脚本は各作品ごとに4つのバージョンが書かれ、さらに「修正版」と呼ばれる第四稿も存在した。最終稿ではフランス語訳の精度を高める修正が施され、翻訳者マルティン・レタルがフランス語の表現とイディオムを精緻に選定した。

### キャスティング
主演は、キェシロフスキ作品『ふたりのベロニカ』にも出演したフランス系スイス人女優イレーヌ・ジャコブが務めた。当時、彼女にはクエンティン・タランティーノの『パルプ・フィクション』への出演オファーもあり、ボクサーの恋人役が特別に書かれていたが、『赤の愛』への出演を優先して辞退した。
ジャコブは、自身の演じたヴァランティーヌというキャラクターについて「彼女自身だけでは特に興味深い存在ではありません」と述べ、物語の中心は彼女と判事との関係性にあると説明している。「ふたりの関係を通じて、互いの存在が明らかになっていきます。彼らの交流がなければ、それぞれの人物像は掴めないし、観客も興味を持たないでしょう」。
ピェシェヴィチの勧めにより、判事役にはジャン＝ルイ・トランティニャンが起用された。この配役は、元々予定されていた俳優が亡くなったことで変更されたものである。トランティニャンは脚本を読んで感銘を受け、キェシロフスキとの面会後に出演を決めたと語っている。また、「孤独な老齢の男を演じることは、自らの感情を探る手がかりになった」と述懐している。
また、ラストシーンの撮影には『トリコロール』三部作の他の主演俳優たち――ジュリエット・ビノシュ、ブノワ・レジャン、ジュリー・デルピー、ズビグニェフ・ザマホフスキ――が出演している。

### 撮影
本作の撮影は、1993年3月1日から4月29日にかけてスイス・ジュネーヴで行われた。ロケーションの選定についてキェシロフスキは、ジュネーヴが「意外なほど映像向きでなかった」と語っている：
「ジュネーヴには目を引くものがない。建築は折衷的で、都市はバラバラに感じられる。1960〜80年代に壊された建物の跡地に新しいビルが建ち、全体が歪になっている。ジュネーヴは形がなく、個性に欠ける都市なのです」
主な撮影場所には以下が含まれる：
- ジュネーヴのルー・デ・スュルス通り（Rue des Souces）とルー・ミシェリ・デュ・クレ通り（Rue Micheli du Cest）の交差点：ヴァランティーヌとオーギュストのアパート、カフェ「ジョゼフ」
- カルージュ（Caouge）のシュマン・フィヨン通り6番地（Chemin Fillion）：判事ジョゼフ・ケルンの邸宅
- カゼマット広場（Place des Casemates）とエミール＝ジャック＝ダルクローズ大通り（Boulevad Emile-Jaques-Dalcoze）：ヴァランティーヌの看板
- ローザンヌ歌劇場：冒頭のファッションショーの会場内装
- ジュネーヴ大劇場：終盤のファッションショー会場の内装

ラストシーンで流れるフェリー沈没のニュース映像は、1987年3月6日に発生した「ハロルド・オブ・フリー・エンタープライズ号」転覆事故の実際の映像を使用したとする説があるが、確証はなく、英紙『デイリー・テレグラフ』は1994年8月26日号でこの使用を非難している。

### カメラワーク
撮影監督は、それ以前に『デカローグ』第3話および第9話でキェシロフスキと協働していたポーランド人のピョートル・ソボチンスキー。撮影の1年前から脚本を受け取り、徹底的な準備を進めたことで、撮影中のディスカッションを最小限に抑えることができた。ソボチンスキは「映画の核心に迫るという、撮影監督としては稀な機会に恵まれた」と述べている。またソボチンスキーは「絵コンテはありませんでした。あるのは連想だけ。その連想の意味は明確にされず、むしろ隠されることが意図されていました。私たちは通常の映画的論理を反転させ、物語の伏線をあえて後のシーンで示すようにしたのです。後の出来事が、かつての些細に見えた出来事の重要性を明かす、そんな構成にしました」とも述べている。
三部作の中でも『赤の愛』はタイトルカラーである赤を最も強調している。『青の愛』が青色フィルターの使用で印象づけられていたのに対し、本作では赤い物体が頻出し、象徴性と感情を画面に宿らせている。ただし、実際に画面を支配しているのは赤の派生色であるブラウンである。このブラウンの深みと陰影は、まるでオランダの絵画のように重要な要素だけを浮き彫りにし、他を曖昧にしている。
照明設計では、自然光を利用して俳優の位置や構図を決定しており、判事はしばしば顔の一部しか照らされず、閉ざされた人物像が強調されている。一方、ヴァランティーヌは窓からの光に包まれ、開かれた性格が表現されている。
また、撮影には当時高価だったテクノクレーンが使用され、冒頭のヴァランティーヌとオーギュストのシーンや、裁判官の書物が劇場のバルコニーから落ちるシーンなどに活用された。撮影記録者ピエール・ミュラは、「フランスでテクノクレーンが使用されたのはこれが初めてで、当時はスピルバーグくらいしか使っていなかった」と記している。

### 音楽
音楽はポーランドの作曲家ズビグニェフ・プレイスネルによる。本作のメインテーマである「ボレロ」は、元は1991年の映画『At Play in the Fields o the Lod』のために作曲されたが、当時は採用されなかったものである。徐々に展開され、繰り返される構造の旋律は本作の積み重ねの性格を象徴している。
プレイスネルは劇中で自身の過去作を引用する自己引用も行っており、作中でヴァランティーヌが音楽店で『デカローグ 第9話』の音楽を聴く場面がある。また、同じシーンでは『トリコロール／白の愛』のタンゴも流れる。さらに、架空の作曲家ヴァン・デン・ブッデンマイヤー（実際はプレイスネルが作曲）に関連する要素も登場し、判事の机には彼のレコードがあり、ヴァランティーヌが聴くCDのジャケットにもその肖像が一瞬映し出される。

## 評価
本作は批評家から激賞されている。批評サイトMetaciticによれば、英語圏の批評家9人による加重平均スコアは100点満点中100点で、「普遍的な称賛」となっている2025年5月31日現在、100点の評価を受けた作品は14本しかない。批評家レビューサイトRotten Tomatoesによると、 63人の批評家によるレビューの平均スコアは8.8/10で、批評家支持率は100％となった。 2025年5月31日現在、これら2つのサイトでそれぞれ100点、100％の評価を受けた映画作品は、小津安二郎監督の『東京物語』、イングマール・ベルイマン監督の『ファニーとアレクサンデル』と本作の3つのみである。
当初フランスやポーランドでは評価が伸び悩んでいたが、アメリカをはじめ英語圏では非常に高い評価となった。
シカゴ・サンタイムズの ロジャー・イーバートは、キェシロフスキとピエシェヴィチの物語構成を絶賛し、以下のように述べた
若い女性と老判事はまた出会うのか？ それが重要なのか？ 結果は良いのか悪いのか？映画『トリコロール/赤の愛』におけるそのような疑問は、主人公が悪人を殺すのか、スピードを出して物を爆破するのか、ガールフレンドが服を脱ぐのかといった単純な商業映画の疑問よりも、ずっと興味深い。
ワシントン・ポストのデッソン・ハウもキェシロフスキとピエシェヴィチの作品における出来事の論理的なつながりを強調して「全てはドミノ倒しのように配置されている。登場人物と出来事は徐々に重なり合い、ついにキェシロフスキは壮大な計画を明らかにする」と述べた。バラエティ誌のリサ・ネッセルソンは、ジャコブとトランティニャンの演技を称賛し、脚本の論理も映画の強みだとし、「観客は、数え切れないほどの微妙な詳細によって、物語が容赦なく、それほど邪悪ではなくカタルシス的な方向へ向かっていることを確信する」 とした。『ニューヨーク・タイムズ』のジャネット・マスリンは三部作全体には否定的だったが、『赤の愛』に関しては「第１作『青の愛』の無内容さ、第２作『白の愛』の凡庸さに比べ、『赤の愛』の魅惑的な輝きがシリーズを大きく引き立てた」と記した

### 年間ベスト
本作は、多くの映画批評家によって、年間ベスト作品に選ばれた。以下にその例を示す
- 1位 –デッソン・ハウ、ワシントン・ポスト[29]
- 1位 –ケビン・トーマス、ロサンゼルス・タイムズ[30]
- 2位 -ロジャー・イーバート、シカゴ・サンタイムズ[31]：イーバートは『トリコロール』三部作全体をリストに含め、後に「偉大な映画」セクションでこれについて別の評論を書いたとき、『赤の愛』は「同等の映画の中で最高の映画」であると述べた。
- 2位 –ケネス・トゥラン、ロサンゼルス・タイムズ[32]
- 4位 –ジェームズ・ベラルディネッリ、ReelViews [33]
- 8位 –ジャネット・マスリン、ニューヨーク・タイムズ[34]
- 8位 – ロバート・デナースタイン、ロッキーマウンテンニュース[35]
- 9位 – スコット・シュルト、オクラホマン[36]
- トップ10（順位付けなし） –マット・ゾラー・ザイツ、ダラス・オブザーバー[37]
- トップ10（ランク外） – ハウィー・モフショヴィッツ、デンバー・ポスト[38]

### 後年の評価
- 2007年、ガーディアン紙の読者投票による「史上最高の外国映画40選」で33位にランクインした[39]。
- 2008年、エンパイア誌による、「最も偉大な映画500本」では69位にランクインした[40]。
- イギリス映画協会が発行する『Sight & Sound』誌の2012年の投票では、250位にランクインした[41]。

## 受賞
『トリコロール／赤の愛』は、第47回カンヌ国際映画祭（1994年）に出品され、コンペティション部門で最高賞であるパルム・ドールの候補となった。しかしながら、クリント・イーストウッドを審査委員長とする審査団は、最終的にクエンティン・タランティーノ監督の『パルプ・フィクション』に最高賞を授与した。この決定はキェシロフスキの『赤の愛』を完全に無視する形となり、一部で論争を巻き起こした。
映画評論家スタニスワフ・ザヴィシリンスキによれば、当時『パルプ・フィクション』のプロデューサーであったハーヴェイ・ワインスタインに対し、タランティーノ自身が「『赤の愛』こそがその年の最高の映画である」と語っていたという。この結果に抗議する形で、プロデューサーのマリン・カルミッツはカンヌ映画祭の閉会式への出席を拒否した。
また、アカデミー賞外国語映画賞（現・国際長編映画賞）のスイス代表作品として本作がエントリーされた際には、形式的な理由によりアメリカ映画芸術科学アカデミーによって選考から除外されるという問題も発生した。この処置に抗議して、アメリカ映画界の著名人56名が連名で抗議文を提出している。最終的に本作は、監督賞、脚本賞。撮影賞、3部門でノミネートされた。
こうした海外映画祭および国内（ポーランド）での評価の乏しさは、キェシロフスキが映画監督としての引退を決意する要因の一つとなった。1996年、キェシロフスキは心臓発作により急逝し、本作が遺作になった。

『赤の愛』のカンヌにおける敗北についてプロデューサのマリン・カルミッツは、審査員長を務めたクリント・イーストウッドを強く批判し、次のように述べている：
「西部劇の象徴たるアメリカ人、そして後にファシズム的傾向を明らかにすることになる人物だけが、『パルプ・フィクション』のような映画を最高賞に選べるのだ」。

### 主な受賞とノミネート[47]
| 賞                                     | 部門                     | 対象                                                        | 結果       |  |
| -------------------------------------- | ------------------------ | ----------------------------------------------------------- | ---------- |  |
| アカデミー賞                           | 監督賞                   | クシシュトフ・キェシロフスキ                                | ノミネート |  |
| アカデミー賞                           | 脚本賞                   | クシシュトフ・キェシロフスキ クシシュトフ・ピエシェヴィッチ | ノミネート |  |
| アカデミー賞                           | 撮影賞                   | ピョートル・ソボチンスキー                                  | ノミネート |  |
| バンクーバー国際映画祭                 | エア・カナダ・グランプリ | クシシュトフ・キェシロフスキ                                | 受賞       |  |
| ロサンゼルス映画批評家協会賞           | 外国語映画賞             | クシシュトフ・キェシロフスキ                                | 受賞       |  |
| ニューヨーク映画批評家協会賞           | 外国語映画賞             | クシシュトフ・キェシロフスキ                                | 受賞       |  |
| 全米映画批評家協会賞                   | 作品賞                   | 『トリコロール/赤の愛』                                     | ノミネート |  |
| 全米映画批評家協会賞                   | 監督賞                   | クシシュトフ・キェシロフスキ                                | ノミネート |  |
| 全米映画批評家協会賞                   | 脚本賞                   | クシシュトフ・キェシロフスキ クシシュトフ・ピエシェヴィッチ | ノミネート |  |
| 全米映画批評家協会賞                   | 撮影賞                   | ピョートル・ソボチンスキー                                  | ノミネート |  |
| 全米映画批評家協会賞                   | 外国語映画賞             | 『トリコロール/赤の愛』                                     | 受賞       |  |
| シカゴ映画批評家協会賞                 | 監督賞                   | クシシュトフ・キェシロフスキ                                | ノミネート |  |
| シカゴ映画批評家協会賞                 | 外国語映画賞             | 『トリコロール/赤の愛』                                     | 受賞       |  |
| ボストン映画批評家協会賞               | 外国語映画賞             | 『トリコロール/赤の愛』                                     | 受賞       |  |
| ダラス・フォートワース映画批評家協会賞 | 作品賞                   | 『トリコロール/赤の愛』                                     | ノミネート |  |
| ダラス・フォートワース映画批評家協会賞 | 外国語映画賞             | 『トリコロール/赤の愛』                                     | 受賞       |  |
| ナショナル・ボード・オブ・レビュー賞   | 外国語映画賞             | 『トリコロール/赤の愛』                                     | トップ5    |  |
| 英国アカデミー賞                       | 外国語映画賞             | マリン・カルミッツ クシシュトフ・キェシロフスキ             | ノミネート |  |
| 英国アカデミー賞                       | 監督賞                   | クシシュトフ・キェシロフスキ                                | ノミネート |  |
| 英国アカデミー賞                       | 脚色賞                   | クシシュトフ・キェシロフスキ クシシュトフ・ピエシェヴィッチ | ノミネート |  |
| 英国アカデミー賞                       | 主演女優賞               | イレーヌ・ジャコブ                                          | ノミネート |  |
| セザール賞                             | 作品賞                   | マリン・カルミッツ クシシュトフ・キェシロフスキ             | ノミネート |  |
| セザール賞                             | 監督賞                   | クシシュトフ・キェシロフスキ                                | ノミネート |  |
| セザール賞                             | 主演男優賞               | ジャン＝ルイ・トランティニャン                              | ノミネート |  |
| セザール賞                             | 主演女優賞               | イレーヌ・ジャコブ                                          | ノミネート |  |
| セザール賞                             | 脚本賞                   | クシシュトフ・キェシロフスキ クシシュトフ・ピエシェヴィッチ | ノミネート |  |
| セザール賞                             | 作曲賞                   | ズビグニエフ・プレイスネル                                  | 受賞       |  |
| ゴールデングローブ賞                   | 外国語映画賞             | クシシュトフ・キェシロフスキ                                | ノミネート |  |
| ヨーロッパ映画賞                       | 作品賞                   | 『トリコロール/赤の愛』                                     | ノミネート |  |
| インディペンデント・スピリット賞       | 外国語映画賞             | クシシュトフ・キェシロフスキ                                | 受賞       |  |
| バルパライソ国際映画祭                 | グランプリ               | クシシュトフ・キェシロフスキ                                | 受賞       |  |